# جابجایی باز شدن نوک ترک

نمودار جابجایی باز شدن نوک ترک (CTOD)

جابجایی باز شدن نوک ترک (CTOD) یا{\displaystyle \delta _{\text{t}}} فاصله بین وجوه مخالف نوک ترک در موقعیت 90 درجه است. موقعیت پشت نوک ترک که در آن فاصله اندازه‌گیری می‌شود دلخواه است، اما معمولاً از نقطه‌ای استفاده می‌شود که در آن دو خط 45 درجه که از نوک ترک شروع می‌شوند، سطوح ترک را قطع می‌کنند.این پارامتر در مکانیک شکست برای مشخص کردن بارگذاری روی ترک استفاده می‌شود و می‌تواند با پارامترهای دیگر بارگذاری نوک ترک مانند ضریب شدت تنش{\displaystyle K} و J-انتگرال الاستیک-پلاستیک مرتبط باشد.
برای شرایط تنش سطحی، CTOD را می توان به صورت زیر نوشت:
{\displaystyle \delta _{\text{t}}=\left({\frac {8\sigma _{\text{ys}}a}{\pi E}}\right)\ln \left[\sec \left({\frac {\pi \sigma ^{\infty }}{2\sigma _{\text{ys}}}}\right)\right]}
جایی که{\displaystyle \sigma _{\text{ys}}} تنش تسلیم است،{\displaystyle a} طول ترک است، {\displaystyle E}مدول یانگ است و{\displaystyle \sigma ^{\infty }} استرس اعمال شده از راه دور است.
تحت بارگذاری خستگی، دامنه حرکت نوک ترک در طول زمان یک چرخه بارگذاری ، {\displaystyle \Delta \delta _{\text{t}}} می تواند برای تعیین نرخ رشد خستگی با استفاده از معادله رشد ترک استفاده شود. گسترش کرک برای یک چرخه{\displaystyle da/dN} ، معمولاً از مرتبه {\displaystyle \Delta \delta _{\text{t}}} است.

### تاریخ
بررسی نمونه‌های آزمایش شکسته، منجر به مشاهده این شد که سطوح ترک قبل از شکستگی به دلیل کند شدن یک ترک اولیه تیز توسط تغییر شکل پلاستیک، از یکدیگر جدا شده‌اند. درجه کند شدن ترک متناسب با چقرمگی ماده افزایش می یابد.   این مشاهدات منجر به در نظر گرفتن باز شدن در نوک ترک به عنوان معیاری برای چقرمگی شکست شد. COD در اصل به طور مستقل توسط آلن کوترل و A. A. Wells پیشنهاد شد.   این پارامتر به CTOD معروف شد. G. R. Irwin بعداً فرض کرد که انعطاف پذیری نوک ترک باعث می شود ترک به گونه ای رفتار کند که انگار کمی طولانی تر است. بنابراین، تخمین CTOD را می توان با حل جابجایی در نوک فیزیکی ترک انجام داد.

### استفاده به عنوان پارامتر طراحی
CTOD یک پارامتر واحد است که انعطاف پذیری نوک ترک را در خود جای می دهد. اندازه گیری آن در مقایسه با تکنیک هایی مانند انتگرال J  آسان است. این یک پارامتر شکستگی است که معنی فیزیکی بیشتری نسبت به بقیه دارد.
با این حال، هم ارزی CTOD و انتگرال J فقط برای مواد غیر خطی اثبات شده است، اما برای مواد پلاستیکی نه. گسترش مفهوم CTOD برای تغییر شکل های بزرگ دشوار است. محاسبه J-انتگرال در مورد فرآیند طراحی با استفاده از تکنیک های روش اجزای محدود آسان تر است.

### ارتباط با سایر پارامترهای نوک ترک

#### K و CTOD
CTOD را می توان بر حسب فاکتور شدت تنش {\displaystyle K} به شکل زیر بیان کرد: 

### δt=4πK2mσyE{\displaystyle \delta _{\text{t}}={\frac {4}{\pi }}{\frac {K^{2}}{m\sigma _{\text{y}}E}}}
جایی که{\displaystyle \sigma _{\text{y}}} قدرت تسلیم است، {\displaystyle E} مدول یانگ است و{\displaystyle m=1} برای تنش صفحه ای و {\displaystyle m=2}برای کرنش صفحه ای.

#### J-انتگرال و CTOD
رابطه بین CTOD و J  داده شده به صورت:
{\displaystyle \delta _{\text{t}}=d_{n}{\frac {J}{\sigma _{\text{y}}}}}
جایی که متغیر {\displaystyle d_{n}} معمولا بین 0.3 و 0.8 است.

### آزمایش کردن
آزمایش CTOD معمولاً بر روی موادی انجام می شود که قبل از شکست دچار تغییر شکل پلاستیک می شوند. ماده تست شونده کم و بیش شبیه نمونه اصلی است، اگرچه ابعاد را می توان به نسبت کاهش داد. بارگذاری برای شباهت به بار مورد انتظار انجام می شود. بیش از 3 آزمایش برای به حداقل رساندن هرگونه انحراف آزمایشی انجام می شود. ابعاد مواد آزمایش باید تناسب را حفظ کند. نمونه روی میز کار قرار می گیرد و یک بریدگی دقیقاً در مرکز ایجاد می شود. ترک باید طوری ایجاد شود که طول عیب تقریباً نصف عمق باشد. بار اعمال شده بر روی نمونه به طور کلی، یک بار خمشی سه نقطه ای است. برای اندازه گیری دهانه ترک از نوعی کرنش سنج به نام crack-mouth clip gage استفاده می شود.  نوک ترک به صورت پلاستیک تغییر شکل می دهد تا زمانی که یک نقطه بحرانی ایجاد شود و پس از آن یک ترک شکاف ایجاد شده که ممکن است منجر به شکست جزئی یا کامل شود. بار بحرانی و اندازه گیری های کرنش سنج در بار، ذکر شده و یک نمودار رسم می شود. باز شدن نوک ترک را می توان از طول ترک و باز شدن در دهانه شکاف محاسبه کرد. با توجه به مواد مورد استفاده، شکستگی می تواند شکننده یا انعطاف پذیر باشد که می توان از نمودار نتیجه گرفت.
استانداردهای آزمایش CTOD را می توان در کد ASTM E1820 - 20a یافت.

### اندازه گیری آزمایشگاهی
آزمایش‌های اولیه از یک گیج تخت به شکل دست و پا استفاده می‌کردند که در شکاف قرار می‌گرفت. با باز شدن شکاف، پدل گیج می چرخد و یک سیگنال الکترونیکی به یک پلاتر x-y ارسال می شود. با این حال، این روش نادرست بود، زیرا رسیدن به نوک ترک با پاروسنج دشوار بود. امروزه جابجایی V در دهانه ترک اندازه گیری می شود و CTOD با فرض اینکه نصفه های نمونه صلب هستند و حول یک نقطه لولا می چرخند، استنباط می شود.